# Avera
Avera est un village et une commune associée sur l’île de Rurutu en Polynésie française. Le village est situé en bord de mer, sur la côte ouest de l'île. Il est relié à Moerai, le village le plus peuplé et le siège de la commune de Rurutu, sur la côte est, par une route traversière ainsi que par la route côtière qui passe par l'aérodrome de Rurutu au nord.

## Baie d'Avera
Le village est situé au bord d'une large baie. Il ne comporte pas de port, mais un quai est accessible aux petites embarcations, par la passe Opupu, lorsque les vents sont favorables.

## Services publics
Avera possède une mairie annexe et une école maternelle et primaire.

## Lieux et monuments
- Temple protestant.
- Matotea. Falaise basaltique au nord du village, qui offre un beau panorama sur la baie.